# Wiesław Gola
Wiesław Jacek Gola (ur. 18 lutego 1963 w Warszawie, zm. 21 stycznia 2015 w Nowym Jorku) – polski perkusista rockowy.

## Kariera muzyczna
W latach 1984–1985 grał w zespole Mech, następnie występował z Oddziałem Zamkniętym. W 1987 roku wraz z grupą Samolot nagrał płytę Grzegorza Markowskiego Kolorowy telewizor. Wziął też udział w nagraniu singla Stanie się cud. W zespole Lady Pank grał w latach 1987–1988 biorąc udział w nagraniu płyty Tacy sami.

## Dyskografia

### Z zespołemSamolot
- Kolorowy telewizor (1987)

### Z zespołemLady Pank
- Tacy sami (1988)